# Joseph Mokobe Ndjoku
Joseph Mokobe Ndjoku, C.I.C.M. (Djombo, 15 augustus 1949) is een Congolees rooms-katholiek geestelijke en bisschop.
Hij werd op 20 augustus 1978 tot priester gewijd en werd in 1993 benoemd tot bisschop van Bokungu-Ikela. In 1994 werd hij tot bisschop gewijd en in 2001 werd hij aangesteld als bisschop van Basankusu als opvolger van bisschop Ignace Matondo Kwa Nzambi, C.I.C.M., die was aangesteld tot bisschop van Molegbe. Hij stond in voor de bouw van een nieuwe kathedraal in Basankusu, nadat de vorige, koloniale kathedraal te veel in verval was geraakt.